# Brunonia

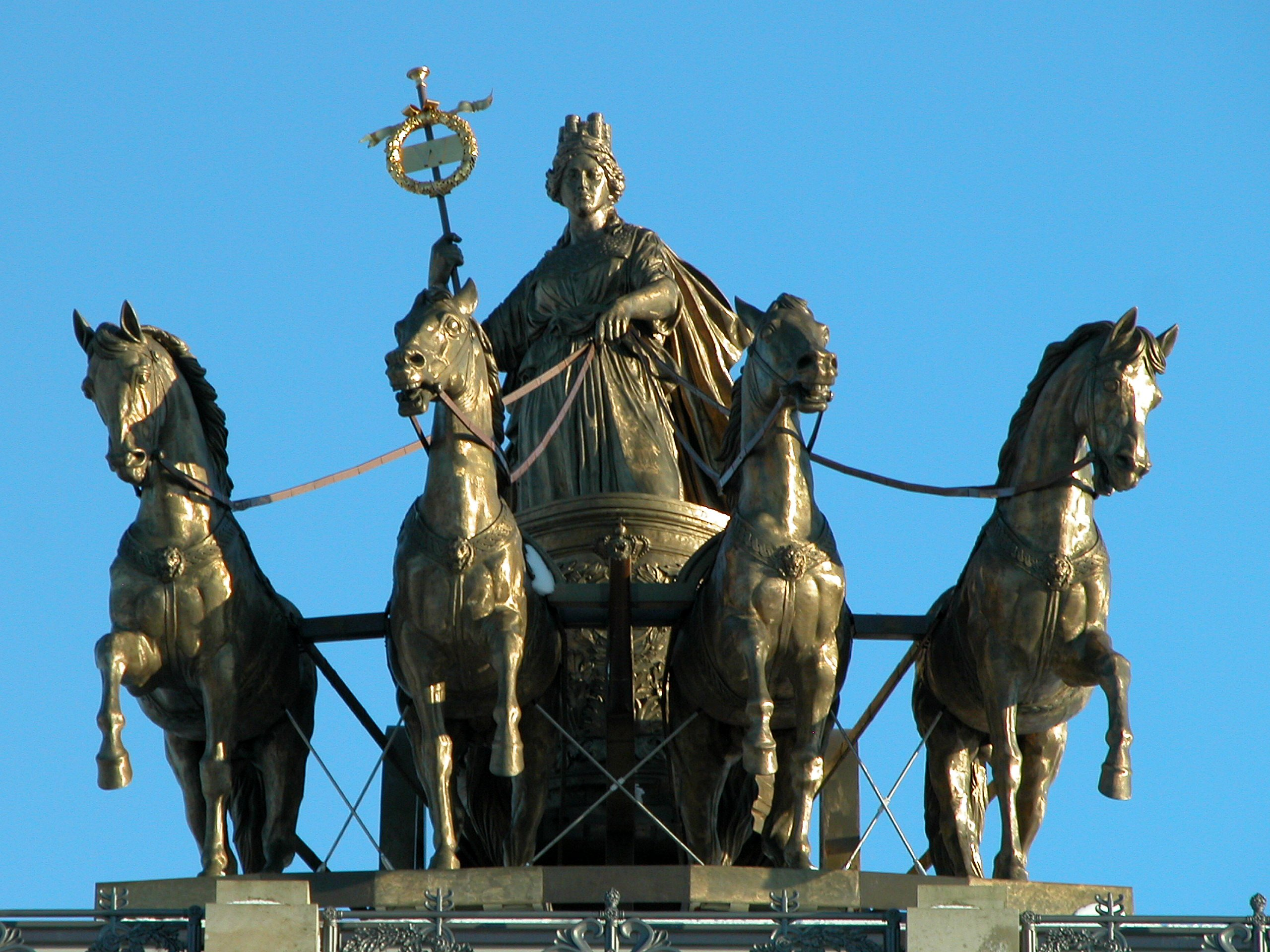
Brunonia mit der Braunschweiger Quadriga.

Brunonia ist die von den Brunonen abgeleitete, symbolhafte Personifikation des Herzogtums und Freistaates Braunschweig, u. a. dargestellt von Ernst Rietschel als Lenkerin der Braunschweiger Quadriga, die seit dem 23. Oktober 2008 auf der als Einkaufszentrum dienenden  Rekonstruktion des Braunschweiger Schlosses in Braunschweig steht.
Sie ist als die aus dem 19. Jahrhundert stammende Allegorie für Stadt und Land Braunschweig zu verstehen und damit als regionale Analogie zur Germania für das Deutsche Reich, zur Helvetia als Verkörperung der Schweiz, zur Britannia für Großbritannien und zur Bavaria für Bayern.

## Geschichte
Siehe Hauptartikel: Braunschweiger Quadriga

### Erste Quadriga
Die erste Brunonia entstand als Lenkerin einer vierspännigen Quadriga für den Neubau des Braunschweiger Schlosses im Frühjahr 1863 nach Plänen des Bildhauers Rietschel in der Werkstatt des Erzgießers Howaldt in Braunschweig. Sie wurde aufwendig aus einzelnen Kupferplatten hergestellt, die anschließend über ein Stahlgerüst getrieben wurden. Nur knapp zwei Jahre später wurde diese jedoch am 23. und 24. Februar 1865 bei einem Brand im Mittelbau des Schlosses vollkommen zerstört, als das Dach einbrach und die gesamte Figurengruppe mehrere Stockwerke in die Tiefe stürzte. Lediglich ihr Kopf konnte gerettet werden, er befindet sich heute im Städtischen Museum. Im Jahre 2004 hat sich auch der Zeigefinger wieder eingefunden. Er macht die Ausmaße des Gesamtwerkes deutlich: Er wiegt 754 g, ist 29 cm lang und hat an der dicksten Stelle einen Durchmesser von 10,5 cm.

### Zweite Quadriga

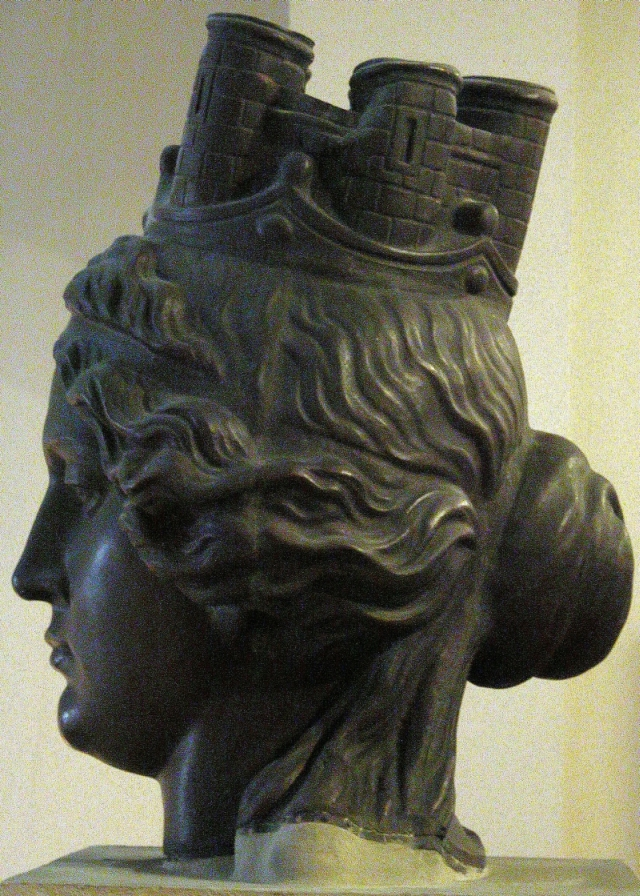
Brunonias Kopf, mit deutlicher Beschädigung

Von 1866 bis 1868 entstand wiederum durch Howaldt eine zweite Fassung der Brunonia mit Quadriga, die schließlich im November 1868 an ihren angestammten Platz auf den wiederaufgebauten Mittelbau gestellt wurde. Dort blieb sie bis zum Ende des Zweiten Weltkrieges, wobei sie – anders als die sie umgebende Stadt und das Schloss, das sie krönte – fast unbeschädigt von den Bombardements geblieben war. Erst nach Kriegsende wurde sie fast vollständig durch Buntmetalldiebe demontiert und damit zerstört. Das eiserne Gerippe wurde dann bei dem Abriss des Schlosses 1960 verschrottet.

### Dritte Quadriga

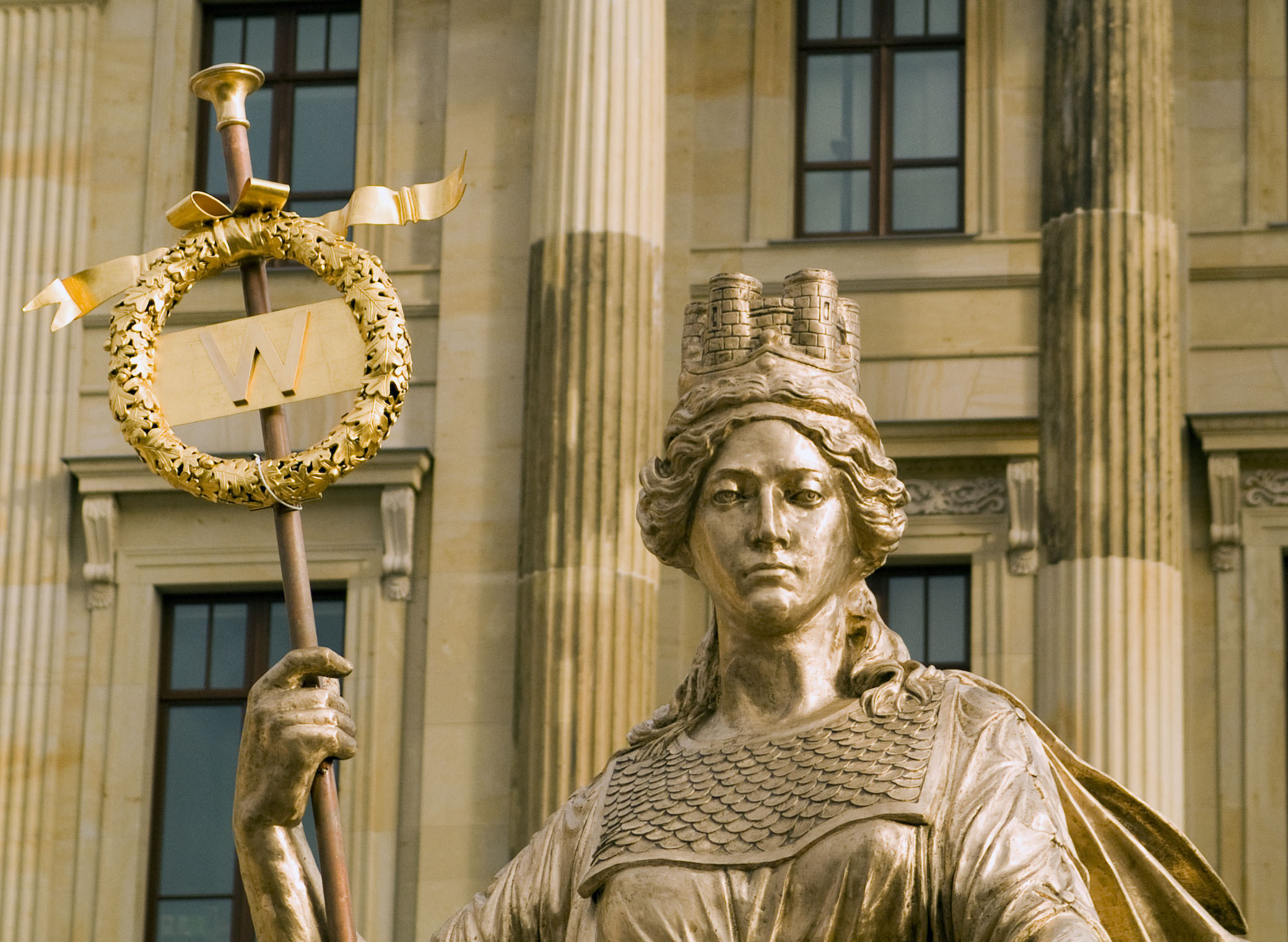
Die 3. Brunonia 2008

Fast 60 Jahre nach Kriegsende beschloss der Rat der Stadt Braunschweig im Jahre 2004, die Braunschweiger Schlossfassade als Teil eines größeren Einkaufszentrums an seinem ursprünglichen Standort wieder aufbauen bzw. teilrekonstruieren zu lassen. Zunächst war nicht beabsichtigt, eine neue Brunonia mit Quadriga herstellen zu lassen, jedoch entschieden sich einige private Geldgeber sowie die Richard-Borek-Stiftung für die Finanzierung einer dritten Quadriga. Diese wurde entgegen ihren Vorgängerinnen in einer Gießerei in Posen aus Bronze gegossen, da das ursprüngliche Herstellungsverfahren des Kupfertreibens zu aufwendig, zeitraubend und damit zu kostspielig geworden wäre. Die dritte Brunonia sollte samt ihrem Vierergespann bereits im Frühjahr 2007 auf dem Neubau des Braunschweiger Schlosses platziert werden. Aufgrund diverser (technischer) Verzögerungen, dauerte es aber bis zum 23. Oktober 2008, bis sie zusammen mit ihrem Viergespann wieder auf dem Mittelrisalit aufgestellt werden konnte.
Die Braunschweiger Quadriga wurde nach dem originalen 1:3-Modell der ersten Rietschel-Quadriga hergestellt, das sich heute im Dresdner Albertinum befindet. Sie ist – wieder – die größte Quadriga Deutschlands. Die Bronzeplastik wiegt (inkl. Edelstahlgerüst) 25,8 Tonnen und misst an ihrer höchsten Stelle 9,20 m. Brunonia allein hat eine Größe von 5,30 m. Zunächst wird die Figurengruppe noch einige Wochen golden glänzen, bis sie schließlich die übliche Patina durch die Witterung erhalten und nachdunkeln wird, bis sie schließlich nach ca. 20 Jahren eine leichte Grünfärbung annehmen wird. Auf eine künstliche Patinierung wurde daher verzichtet.